# Савелич, Эстебан
Эстебан Ариэль Савелич (черног. Стефан Аријел Савељић исп. Esteban Ariel Saveljić; родился 20 мая 1991 года в городе Тандил, Аргентина) — аргентинский и черногорский футболист, защитник.
Дед и бабка Эстебана иммигрировали из Черногории в Аргентину. Известный югославский футболист Ниша Савелич приходится Эстебану кузеном.

## Клубная карьера
Савельич — воспитанник клуба «Расинг» из Авельянеды. 26 октября 2012 года в матче против «Велес Сарсфилд» он дебютировал в аргентинской Примеры. 2 апреля 2014 года в матче против «Эстудиантеса» Эстебан забил свой первый гол. В том же году он стал чемпионом Аргентины.
В начале 2015 года Савелич перешёл в «Дефенсу и Хустисию» на правах аренды. 14 февраля в матче против «Химнасии Ла-Плата» он дебютировал за новый клуб. 18 июля в поединке против «Нуэва Чикаго» Эстебан забил свой первый гол за «Дефенсу».
В начале 2016 года Эстебан на правах аренды перешёл в испанскую «Альмерию». 31 января в матче против «Сарагосы» он дебютировал в испанской Сегунде. 21 февраля в поединке против «Алавеса» Савелич забил свой первый гол за новую команду. По окончании аренды он вернулся в «Расинг».
Летом 2016 года Савелич перешёл в «Леванте», подписав четырёхлетний контракт. 21 сентября в матче против «дублёров» «Севильи» он дебютировал за новый клуб. Летом 2017 года Эстебан на правах аренды перешёл в «Альбасете». 20 августа в матче против «Гранады» он дебютировал за новую команду.

## Международная карьера
В 2015 году Савелич получил вызов в сборную Черногории и принял предложение выступать за команду. 8 июня в товарищеском матче против сборной Дании Эстебан дебютировал за национальную команду, заменив во втором тайме Марко Башу.

## Достижения
Командные
 «Расинг» (Авельянеда)
- Чемпионат Аргентины по футболу — 2014